# Mircea Haupt
Mircea Otto Haupt (n. 7 aprilie 1899, localitatea Rodna Veche, județul Bistrița Năsăud – d. 7 noiembrie 1981, București) a fost un general român.

## Biografie
Otto Haupt s-a născut la data de 7 aprilie 1899 în localitatea Rodna Veche (județul Bistrița Năsăud). A urmat studii militare la Școala de Ofițeri de Infanterie Cașovia (1915-1917). După absolvirea Școlii de Ofițeri, a fost încadrat ca sublocotenent în armata austro-ungară, iar după dezmembrarea Imperiului Austro-Ungar, devine ofițer în Armata Română (1919), sub numele Mircea Haupt. Urcă pe rând treptele ierarhiei militare, fiind comandant de pluton, companie și batalion. A fost înaintat la gradele de locotenent (1923), căpitan (1929) și apoi maior (1939).
După intrarea României în cel de-al Doilea Război Mondial, maiorul Mircea Haupt îndeplinește funcția de Șef al Biroului Adjutanturii al Diviziei 5 Infanterie (1941-1942). În noiembrie 1942 a fost luat ca prizonier în U.R.S.S.. Semnează o adeziune și se înrolează în Divizia 1 Infanterie Voluntari "Tudor Vladimirescu", formată din prizonieri români, care au ales să treacă de partea inamicului (crimă de înaltă tradare pe timp de război), încălcându-și astfel jurământul de credință față de țară și Rege, fiind numit locțiitor tactic al comandantului (noiembrie 1943 - octombrie 1944, ianuarie - martie 1945) și comandant al Diviziei (octombrie 1944 - ianuarie 1945 și martie - mai 1945). A fost avansat la gradele de locotenent-colonel în februarie 1944 și  apoi colonel în  decembrie 1944. Prin Decretul Regal nr. 3232/11 noiembrie 1946, colonelul Haupt a fost decorat cu Ordinul "Mihai Viteazul", clasa a III-a cu spade.
După terminarea războiului, Mircea Haupt este înaintat la gradul de general de brigadă (1947) și numit Comandant Militar al Capitalei și subinspector general al Armatei pentru Educație Cultural-Politică (1947-1948), apoi șef al Spatelui Armatei (ianuarie - aprilie 1949), comandant al Corpului 5 Tancuri (mai 1949 - noiembrie 1950), comandant al Comandamentului Trupelor de Tancuri și Mecanizate și al Regiunii I Militare.
Urmează apoi Cursul Academic Superior de pe lângă Academia Militară Generală (decembrie 1953 - septembrie 1954), la finalizarea căruia este înaintat la gradul de general-locotenent (august 1954). În paralel cu studiile urmate, este numit în postul de comandant al Corpului 38 Armată (1953-1955) și apoi al Regiunii II Militare (1955-1959). În anul 1957 devine general-colonel, apoi, în mai 1959, este trecut în rezervă.
Generalul Mircea Haupt a încetat din viață la data de 7 noiembrie 1981, în București.

## Decorații
- Medalia „A cincea aniversare a Republicii Populare Române” (24 decembrie 1952) „pentru lupta și munca duse în vederea făuririi, consolidării și prosperării Republicii Populare Române”[1]
- Ordinul Muncii clasa a II-a (30 decembrie 1957) „cu ocazia celei de a zecea aniversări a proclamării Republicii Populare Romîne și pentru merite deosebite în îndeplinirea sarcinilor date de Partidul Muncitoresc Romîn, pentru merite deosebite pe tărîmul construcției de stat, economice, sociale, culturale și obștești”[2]
- Ordinul „23 August” clasa a III-a (12 august 1959) „pentru contribuția activă la întărirea regimului democrat-popular”[3]
- Medalia „40 de ani de la înființarea Partidului Comunist din Romînia” (6 mai 1961) „pentru activitate îndelungată în mișcarea muncitorească și merite în opera de construire a socialismului”[4]
- Ordinul „23 August” clasa a II-a (10 august 1964) „pentru merite deosebite în opera de construire a socialismului, cu prilejul celei de a XX-a aniversări a eliberării patriei”[5]
- Ordinul „Apărarea Patriei” clasa I (21 august 1979) „pentru contribuția deosebită adusă la înfăptuirea politicii Partidului Comunist Român de făurire a societății socialiste multilateral dezvoltate în patria noastră, cu prilejul celei de-a 35-a aniversări a revoluției de eliberare socială și națională, antifascistă și antiimperialistă”[6]